# Rhaphuma retrofasciata
Rhaphuma retrofasciata là một loài bọ cánh cứng trong họ Cerambycidae.